# Pere Saborit i Codina
Pere Saborit i Codina (Manlleu, 1961) és un filòsof català.
Membre destacat de la generació filosòfica de la transició, es va formar al Col·legi de Filosofia. El seu pensament es basa en l'anàlisi del nihilisme i ha rebut influències del nietzscheanisme francès i de Clement Rosset.
Ha estat professor consultor de la UOC, crític de llibres a l'edició catalana del diari El País, professor associat de la Universitat de Barcelona i mestre d'educació secundària a Cerdanyola del Vallès. Va obtenir el Premi Documenta de narrativa amb El plat preferit dels cucs (1987) i fou finalista del Premi Anagrama d'assaig per Vidas adosadas (2006). Ha escrit també Cuentos para idiotas, imbéciles y estúpidos (2015) i El plato preferido de los gusanos (2016).

## Llibres en català
- Breu assaig sobre no res, Ed. Amarantos(1984)
- El plat preferit dels cucs, Edicions 62 (1987)
- Introducció al desconcert, Edicions 62 (1991)
- Històries del senyor X, Ed. Elipsis (2008)

## Llibres en castellà
- Un gato portugués, Ed. Trabajos de Sísifo (1995)
- Anatomía de la ilusión, Ed. Pre-Textos (1997)
- Política de la alegría o los valores de la izquierda, Ed. Pre-Textos (2002)
- Vidas adosadas, Ed. Anagrama (2006)[2]
- Cuentos para idiotas, imbéciles y estúpidos, Universidad Autónoma de la Ciudad de México (2015)
- El plato preferido de los gusanos, Ediciones Trea (2016)
- Los colores de la paradoja, Ediciones Trea (2018)